# 影なき女
『影なき女』（かげなきおんな）は、高木彬光の短編推理小説。「神津恭介シリーズ」の一つ。

## 概要と解説
本作は、1950年（昭和25年）に『週刊朝日』1月29日号から2月19日号にて発表された。角川文庫『影なき女』（ISBN 978-4-04-133834-6）、光文社文庫『神津恭介、密室に挑む』（ISBN 978-4-33-476560-6）に収録されている。
本作は、もともと探偵作家クラブ（現在の日本推理作家協会）の例会の趣向の一つである「新春犯人捜し」のために書かれた作品である。
本作は、第4回探偵作家クラブ賞短編部門の候補作品に選出されている。

## あらすじ
ある寒い夜、虎ノ門交差点の近くにある私立探偵・相良竜夫の事務所に「影のない女」と名のる女から、悪徳高利貸しの森島信太郎をこれから殺しに行くという電話が入った。電話を受けた日下部茂が相良とともに中目黒の森島の家に着くと、既に森島はニコチン注射により毒殺された後だった。黒いオーバーにネットのついた黒い帽子をかぶった黒ずくめの衣装の女が訪れてから20分ほど後に、部屋の中で人の倒れる音とうめき声が聞こえてきたため、合鍵で扉を開けると森島は殺されており、高額なダイヤの首飾りも盗まれていたのだという。しかも、部屋は扉も窓も鍵が内側からかけられている完全な密室で、女の姿はどこにもなかったという。
密室殺人の謎の解明に見当がついたという相良は、探偵事務所の事務員の江杉千恵子を「影なき女」に仕立てて森島の家で再現実験をして犯人を明らかにしようとするが、森島役を務めた秘書の浜田主計が森島と同様、密室の中でニコチン注射により毒殺されてしまった。「影なき女」は江杉に麻酔剤をかがせた後、江杉になりすまして森島の家を訪れたのだった。そして、森島殺害のときと同様、女の姿はどこにもなかった。
さらに第3の殺人が探偵事務所で発生する。相良を訪れた女との面談中の出来事で、被害者は相良自身であった。前の2件と同様、密室の中でのニコチン注射による毒殺で、やはり女の姿はどこにもなかった。
この一連の連続密室殺人の謎に神津恭介が挑む。

## 登場人物
日下部茂（くさかべ しげる）
本作の語り手。探偵事務所勤務。
相良竜夫（さがら たつお）
私立探偵。日下部の学校の先輩。
日下部菊枝（くさかべ きくえ）
相良の愛人。日下部の前妻。
江杉千恵子（えすぎ ちえこ）
探偵事務所の事務員。
森島信太郎（もりしま しんたろう）
悪徳高利貸。
森島世津子（もりしま せつこ）
森島の妻。
浜田主計（はまだ かずえ）
森島の秘書。相良の友人。
久原諒一（ひさはら りょういち）
銀座の宝石商「香月堂」の従業員。
横山昌平（よこやま しょうへい）
「香月堂」の支配人。
「影なき女」
黒いオーバーを着て、ネットのついた黒い帽子をかぶった黒ずくめの衣装の女。
神津恭介（かみづ きょうすけ）
東大法医学教室の研究室に勤務する青年法医学者。

## 映像化
1985年2月2日、『土曜ワイド劇場』にてドラマ化された。主演は近藤正臣。